# 安铁森霍芬
安铁森霍芬是奥地利上奥地利州因克赖斯地区里德县的一个市镇。总面积8.6平方公里，总人口1093人，人口密度127.1人/平方公里（2005年）。